# اسماعیل سار
اسماعیل سار (فرانسوی: Ismaïla Sarr‎؛ زادهٔ ۲۵ فوریهٔ ۱۹۹۸) بازیکن فوتبال اهل سنگال است که برای باشگاه مارسی بازی می‌کند.

وی همچنین در تیم ملی فوتبال سنگال بازی کرده‌است.

## عملکرد باشگاهی

### دوران نوجوانی
سار متولد سن لوییز ، سنگال ، فوتبال خود را با باشگاه فوتبال سنگالی ، جنریشین فوت آغاز کرد.

### متز
در تاریخ 13 ژوئیه 2016 ، سار به مدت 5 سال اولین قرارداد حرفه ای خود را با متز امضا کرد.او اولین بازی لیگ خود را در تاریخ 13 اوت 2016 در برابر لیل در استاد سن سیمفورین ، زمین خانگی متز انجام داد ، که متز با نتیجه 3-2 به پیروزی رسید. در این مسابقه ، او 20 دقیقه بازی کرد ، پس از این که او جایگزین فلورنت موله شد.

### استاد رن
در تاریخ 26 ژوئیه سال 2017 ، سار قراردادی چهار ساله با طرف استاد رن امضا کرد. بسته به مبلغ مبلغ نقل و انتقالات پرداختی به متز 17 یا 20 میلیون یورو گزارش شده است.او انتقال به رن را با انتقال به بارسلونا انتخاب کرد.
در تاریخ 13 دسامبر 2018 ، سار دو بار در نیمه دوم (شامل یک پنالتی) گلزنی کرد و رن با این پیروزی خانگی مقابل آستانه به مرحله حذفی لیگ اروپا ۱۹-۲۰۱۸ راه یافت.

### واتفورد
در 8 آگوست 2019 ، سار با قراردادی 5 ساله به باشگاه لیگ برتری واتفورد پیوست. مبلغ نقل و انتقالات پرداخت شده به رن یک رکورد برای واتفورد بود و در منطقه 30 میلیون پوند گزارش شد.او اولین گل خود را برای واتفورد در تساوی مقابل کاونتری سیتی در جام اتحادیه در 27 اوت 2019 به ثمر رساند.
در تاریخ 29 فوریه 2020 ، سار دو گل و یک پاس گل در پیروزی 3-0 واتفورد مقابل لیورپول به دست آورد و اولین شکست لیورپول در فصل 2019-2020 را به لیورپول تحمیل کرد و به رکورد 27 بازی بدون شکست این باشگاه پایان داد.

## عملکرد بین المللی

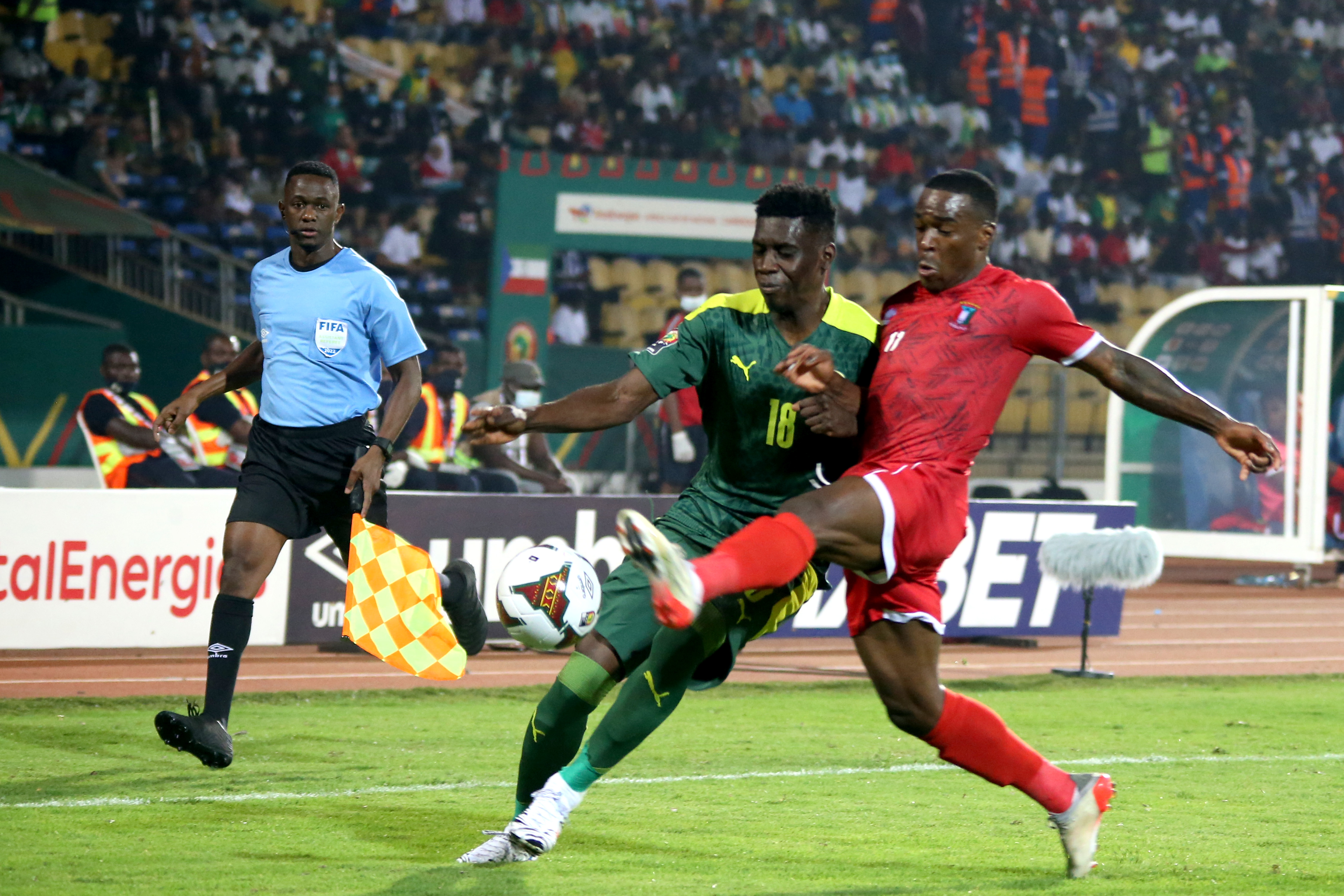
اسماعیل سار 2022

سار نماینده کشورش در تیم ملی فوتبال زیر 23 سال سنگال بود. وی در سال 2015 ، در جام ملتهای آفریقا زیر ۲۳سال ۲۰۱۵ بازی کرد.در آن زمان سن او تنها 17 سال بود. سنگال جام را در جایگاه چهارم تمام کرد و وی سه بازی انجام داد.
او برای نخستین بار با تیم ملی فوتبال سنگال برای بازی مقابل نامیبیا در سپتامبر 2016 در داکار (2-0) برای انتخابی جام ملتهای آفریقا 2017 بازی کرد که سنگال در حال حاضر نیز صلاحیت آن را دارد.  وی به عنوان جایگزین در دقیقه 67 به جای سادیو مانه وارد بازی شد.در تاریخ 8 ژانویه 2017 ، سار اولین گل بین المللی خود را در یک بازی دوستانه مقابل تیم ملی فوتبال لیبی در استاد مونیسیپال د کینتله، برزاویل به ثمر رساند.
در ماه مه سال 2018 ، او در تیم 23 نفره سنگال برای حضور در جام جهانی فیفا 2018 روسیه معرفی شد.در سال 2019 ، سار بخشی از تیم سنگال بود که به فینال جام ملت های آفریقا رسید ، تنها برای دومین بار در تاریخ این کشور.او 90 دقیقه پایانی فینال را در 19 ژوئیه 2019 بازی کرد و آنها با نتیجه0-1 به الجزایر جام را از دست دادند.
در نوامبر 2019 در حالی که بازی بین المللی را بر عهده داشت ، دچار آسیب دیدگی مچ پا شد.

## افتخارات

### باشگاهی

#### رن
جام حذفی فوتبال فرانسه:۱۹-۲۰۱۸

### فردی
بهترین گل لیگ اروپا فصل۱۹-۲۰۱۸